# Beix
Beix (del francès beige) és un color compost d'ocre, blanc i siena, a mig camí entre el groc i el marró, semblant al color natural de la llana groguenca.